# 宇美八幡宮
宇美八幡宮（うみはちまんぐう）は、福岡県糟屋郡宇美町宇美二丁目1番1号にある神社。旧社格は県社。神社本庁の別表神社。安産の神として信仰される。

## 祭神
- 応神天皇
- 神功皇后
- 玉依姫命
- 住吉大神
- 伊弉諾尊

## 歴史
社伝「伝子孫書」によれば、神功皇后が三韓征伐からの帰途に応神天皇を産んだ地に、敏達天皇3年（574年）に応神天皇を祀ったのに始まる。「宇美」の地名も「産み」に由来するものである。
平安時代ごろから石清水八幡宮と本末関係となった。鎌倉時代初期には安産の神として信仰されるようになった。別当寺も宇美山誕生寺と称していた。
天保2年（1831年）、大宮司の神武斎宮之介は福岡藩により禁止された神道式祭祀を復活させるため、筑前国一之宮である住吉神社や筥崎宮の大宮司らと上洛し、一般神社に影響力を持つ吉田司家に陳情した。しかし無視されたため、朝廷に近い神社に影響力を持つ一条家に願書を提出し帰郷したところ、福岡藩の藩吏に捕らえられた。天保4年（1833年）には座敷牢での謹慎を命じられ、怒りのあまり自決した。
1872年（明治5年）には村社に列せられ、1891年（明治24年）には県社に昇格した。

## 境内

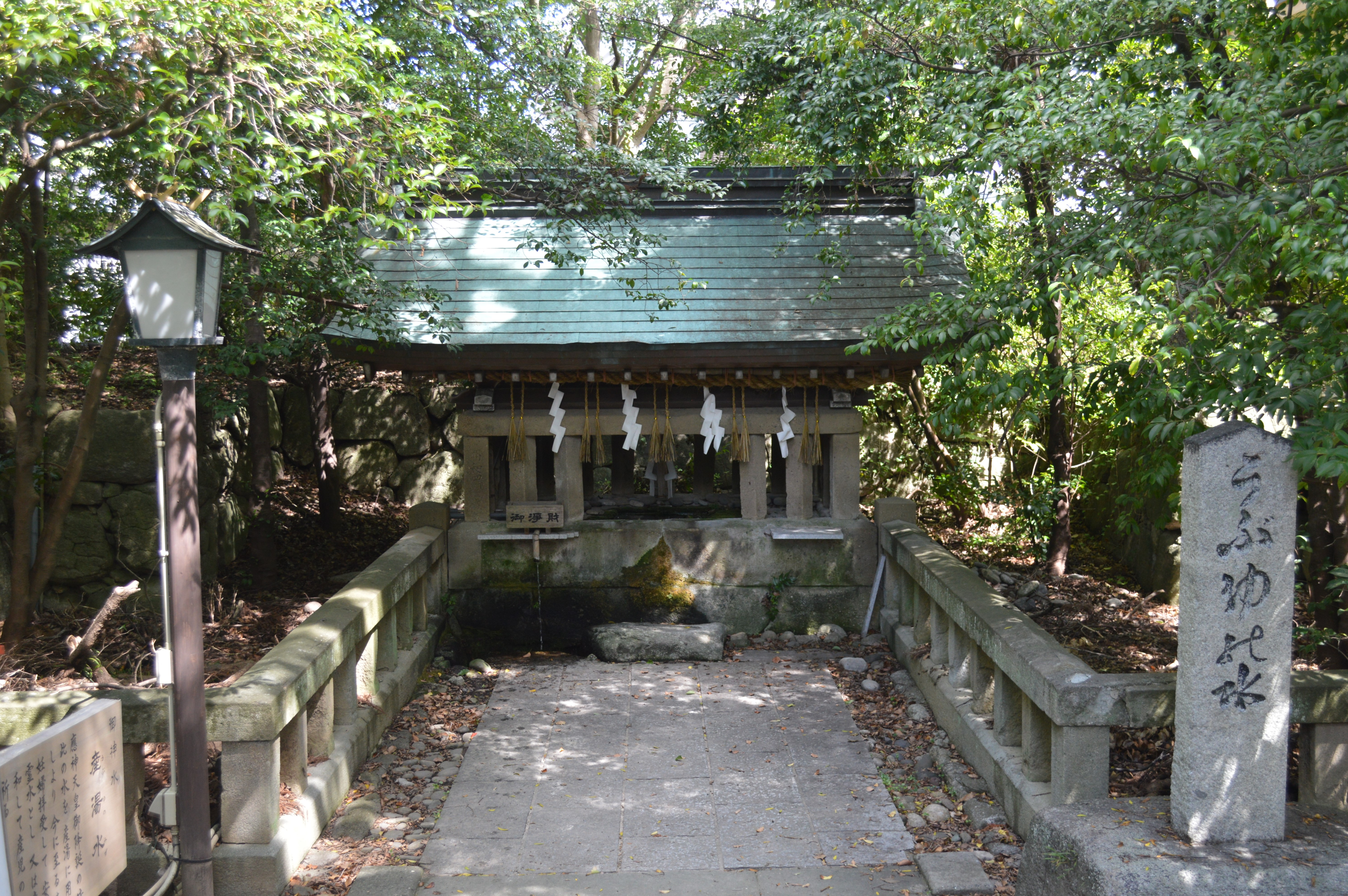
産湯の水

境内には、神功皇后が出産のときにすがりついたという「子安の木」、応神天皇の産湯に使ったと伝えられる「産湯の水」などがある。境内末社・湯方殿の前には「子安の石」と呼ばれる拳大の石が納められており、妊婦は安産を祈願してこの石を持ち帰り、出産後は別の新しい石を添えて返すという風習がある。
境内の北側には宇美八幡宮保育園がある。境内の南側には宇美町立歴史民俗資料館がある。

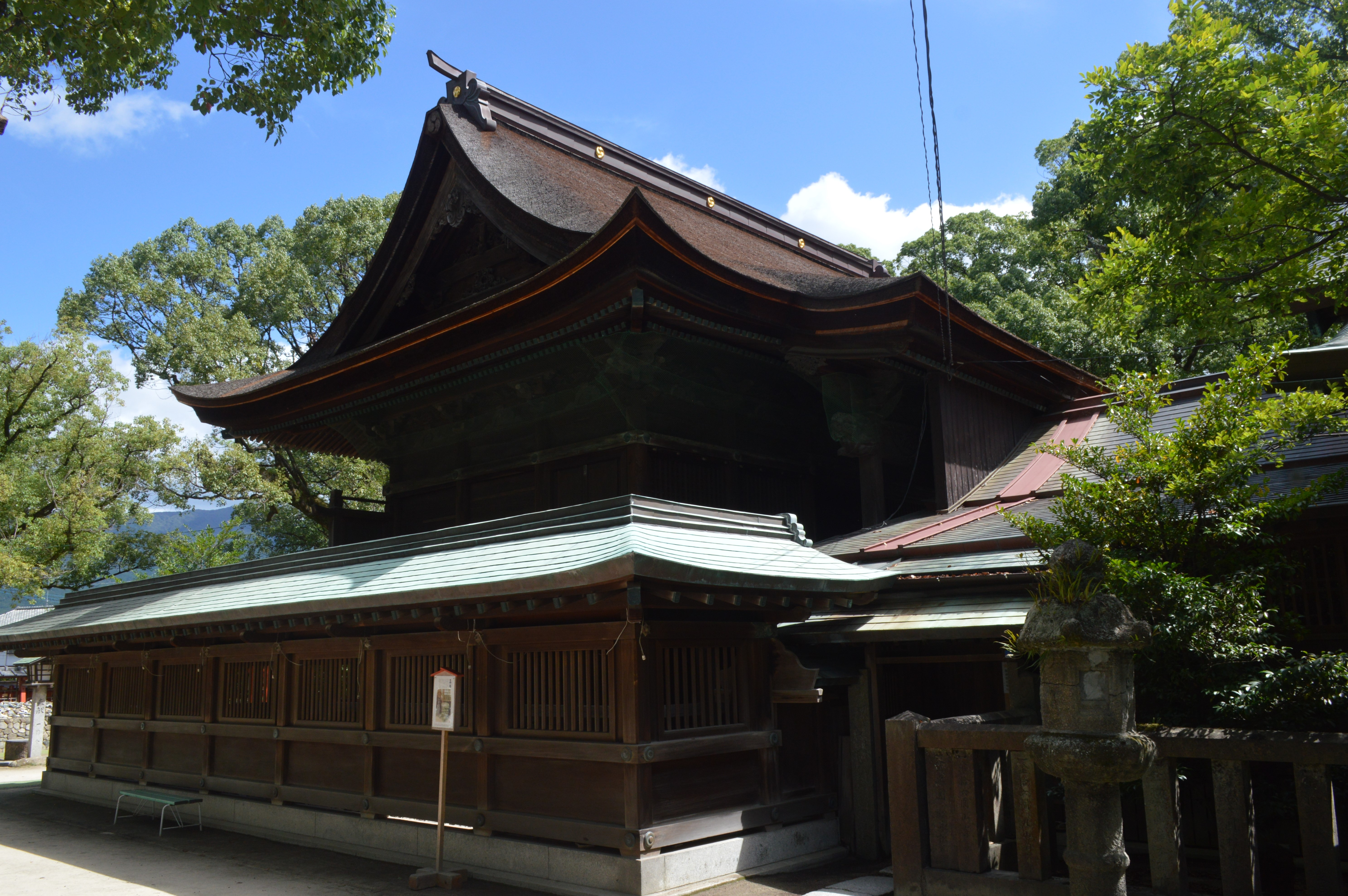
本殿
- 拝殿
- 神門
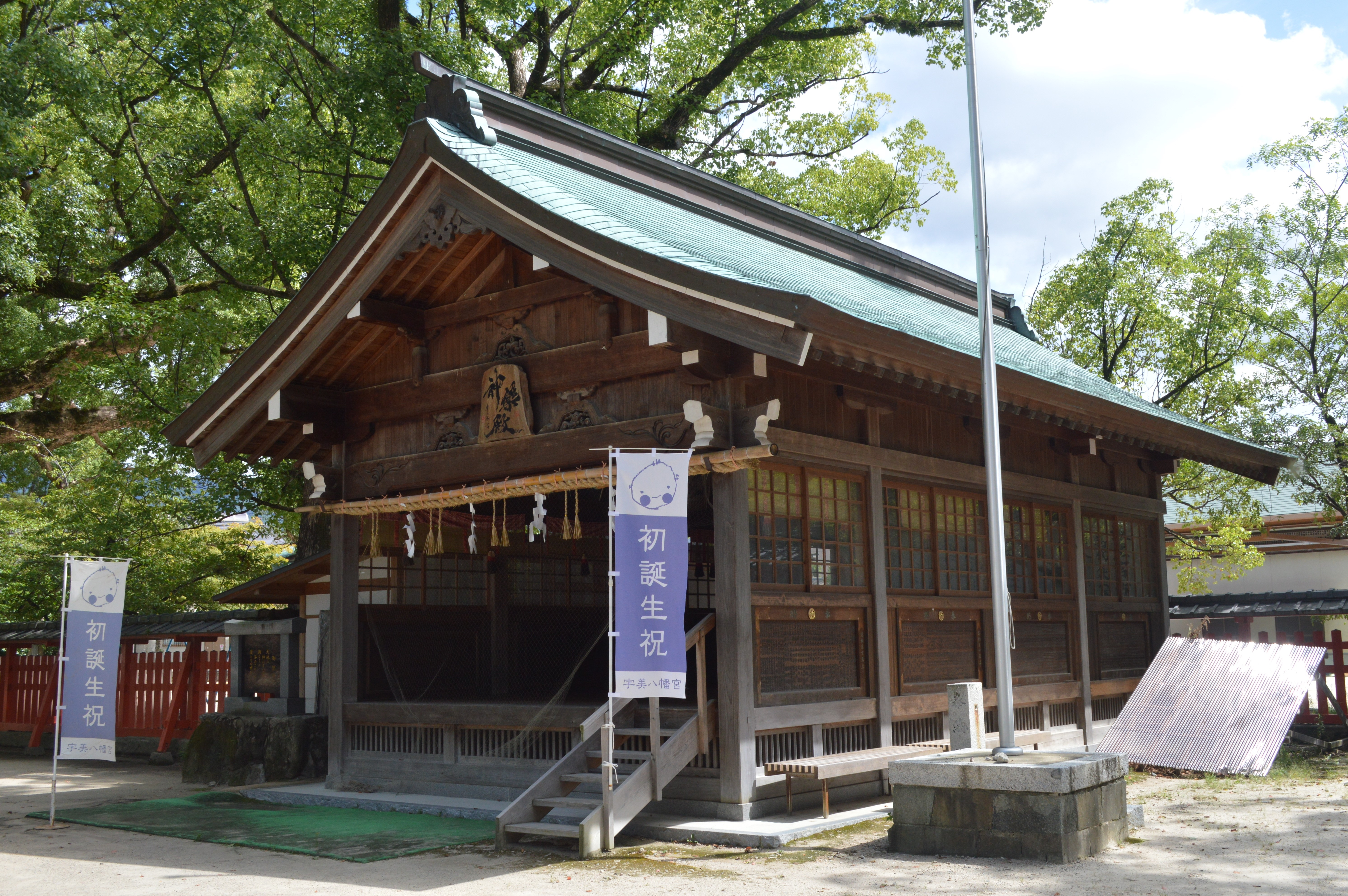
絵馬殿（神楽殿）
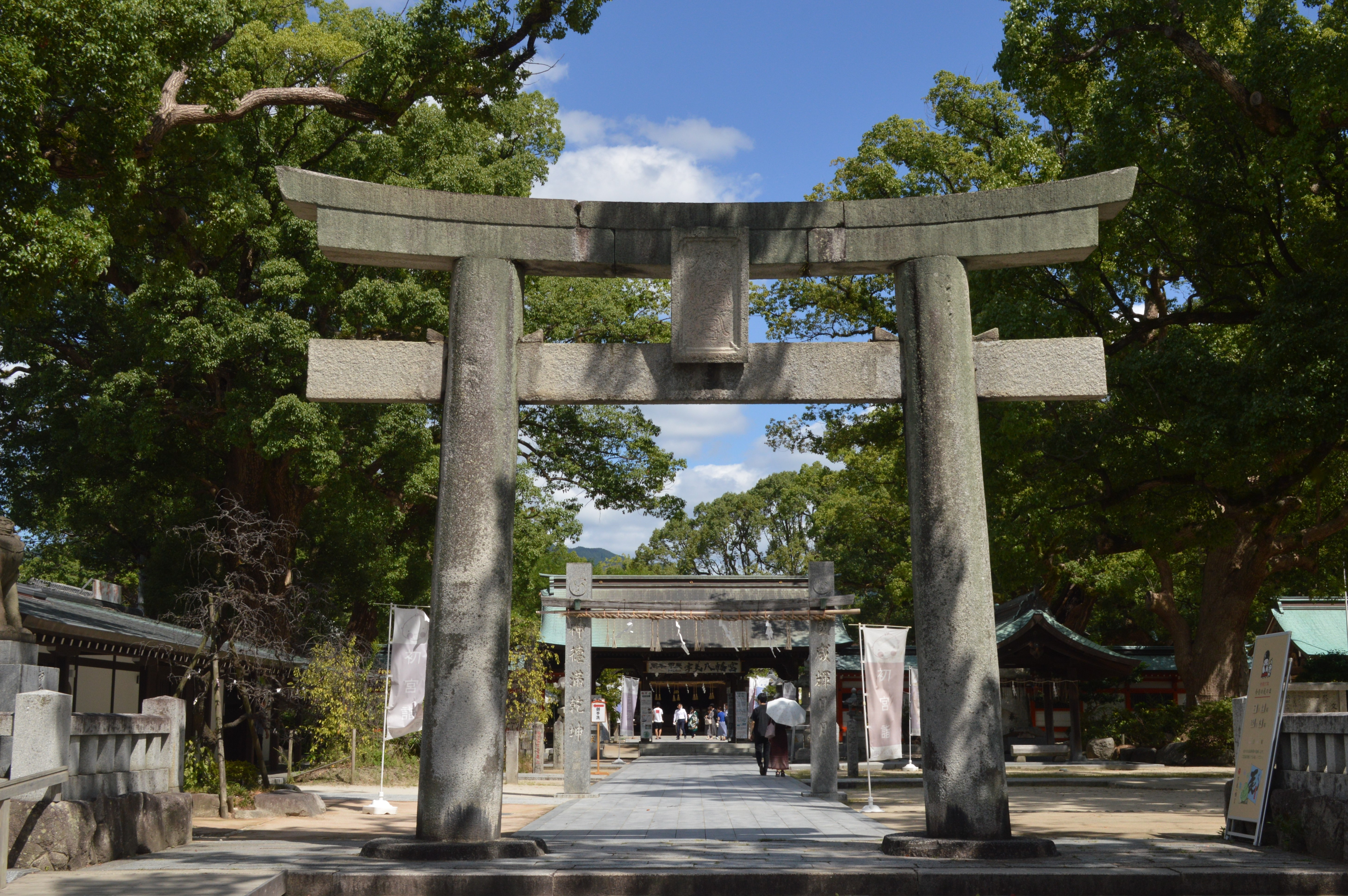
社務所
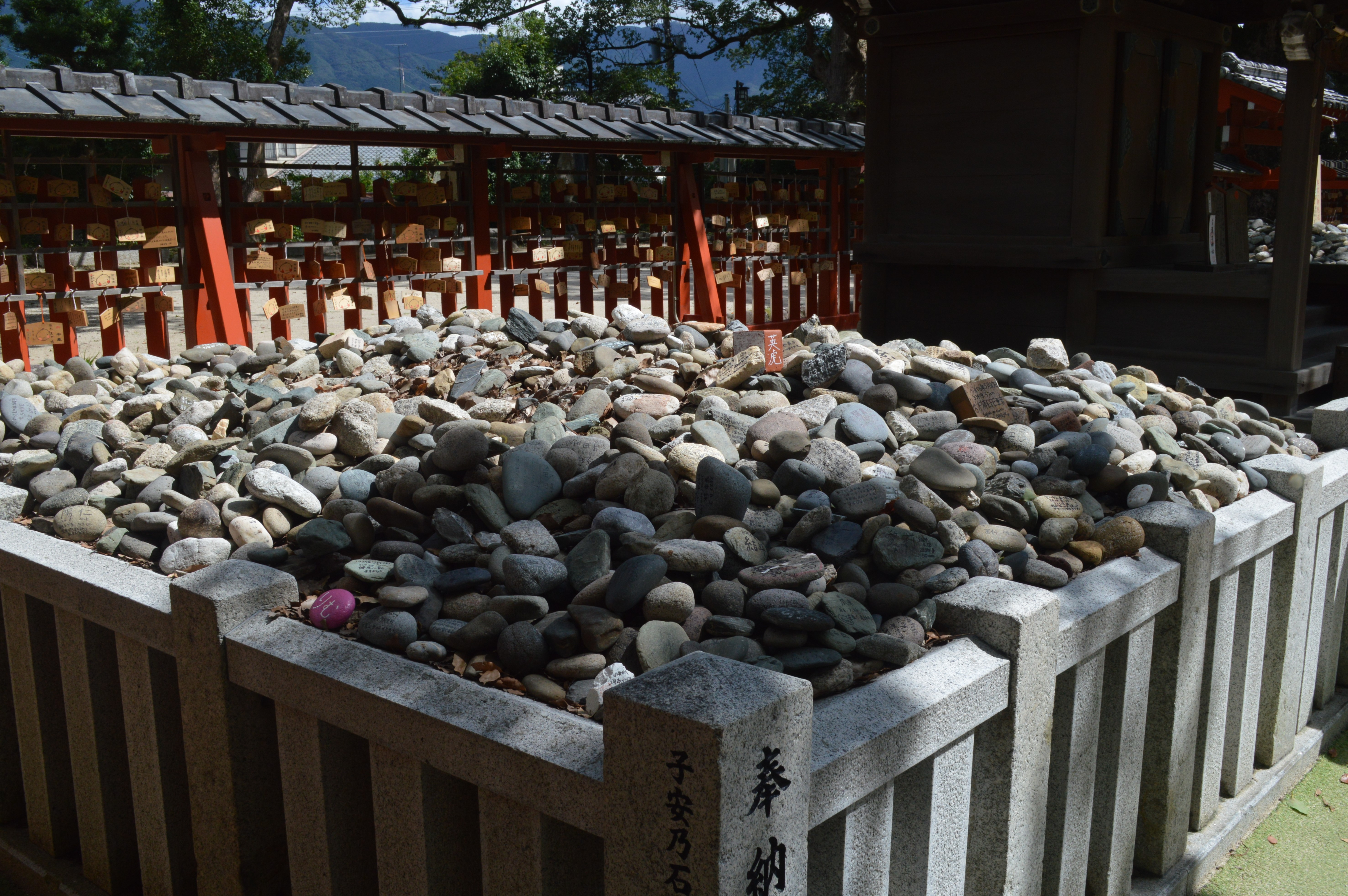
子安館
- ご休憩処
- 聖母子像
- 子安の石
- 夫婦の木
- 子宝石
- 子安乃像
- 湯蓋の森 - クスノキの巨木。
- 衣掛の森 - クスノキの巨木。
- 頓宮
- 胞衣ヶ浦宮（奥宮）

- 本殿
- 絵馬殿（神楽殿）
- 昭和の鳥居
- 子安の石

### 境内社
- 聖母宮
- 恵比須社
- 武内社

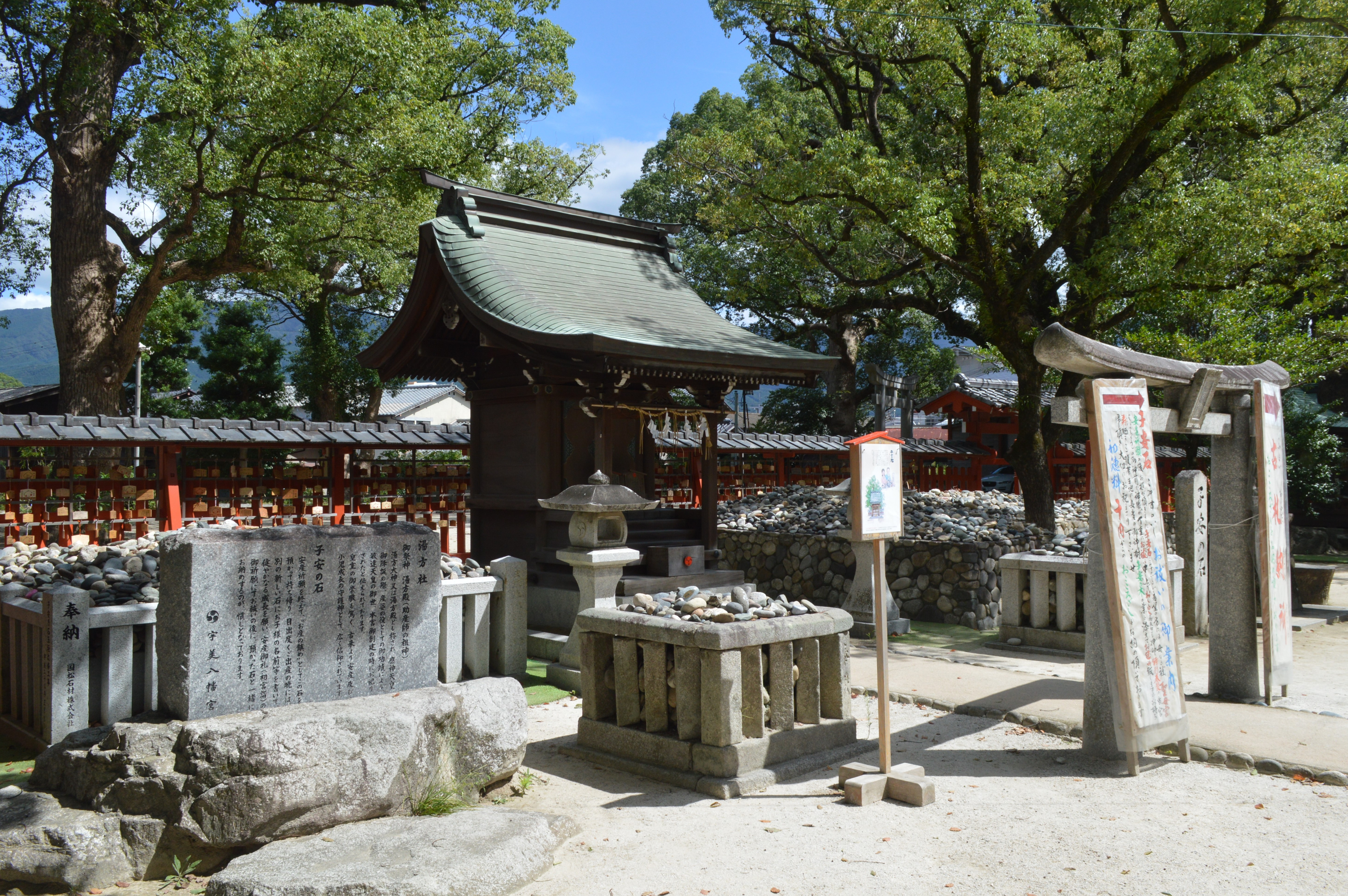
湯方社
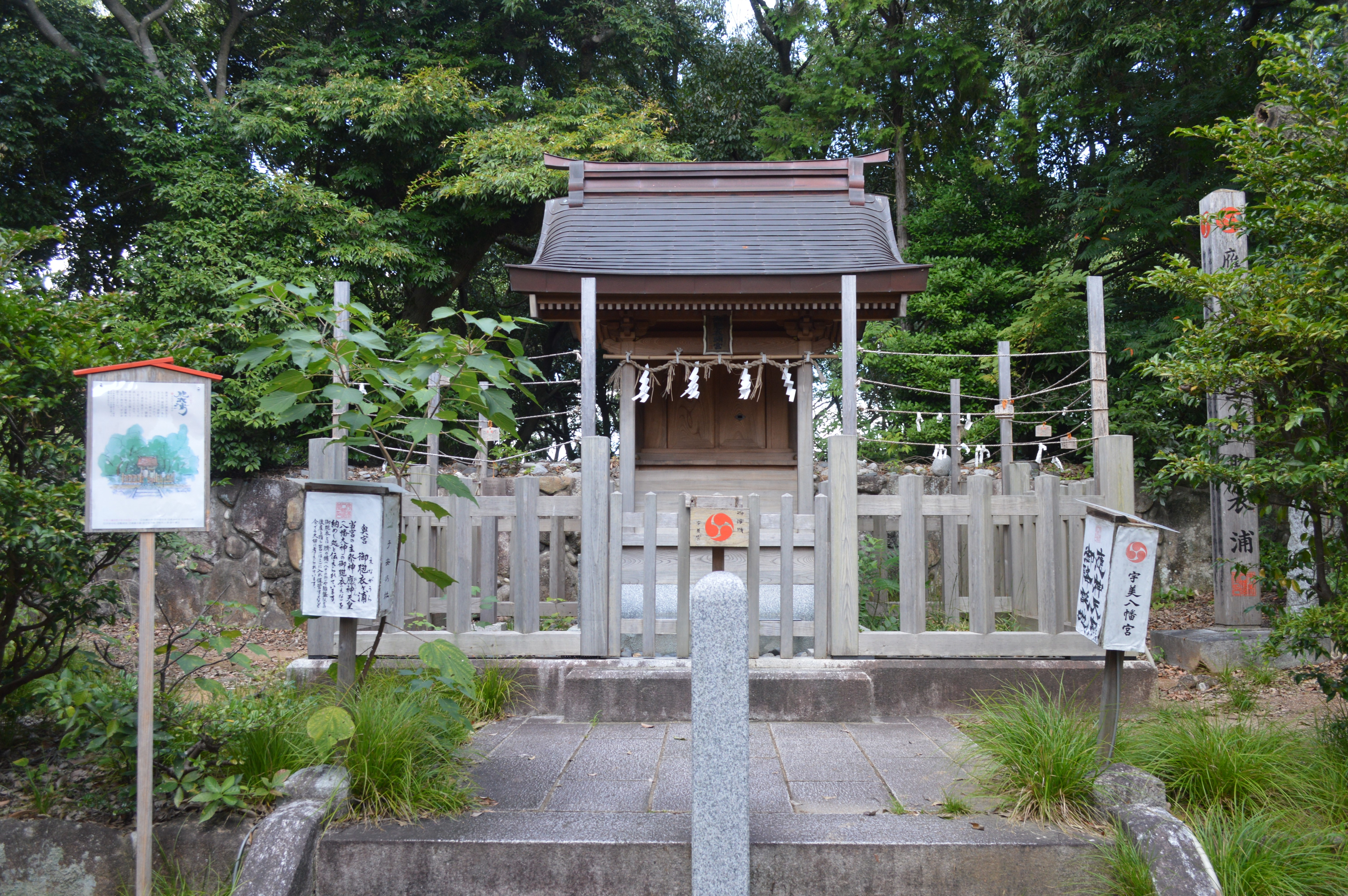
楠森社（稲荷社）

- 湯方社
- 胞衣ヶ浦宮

## 文化財

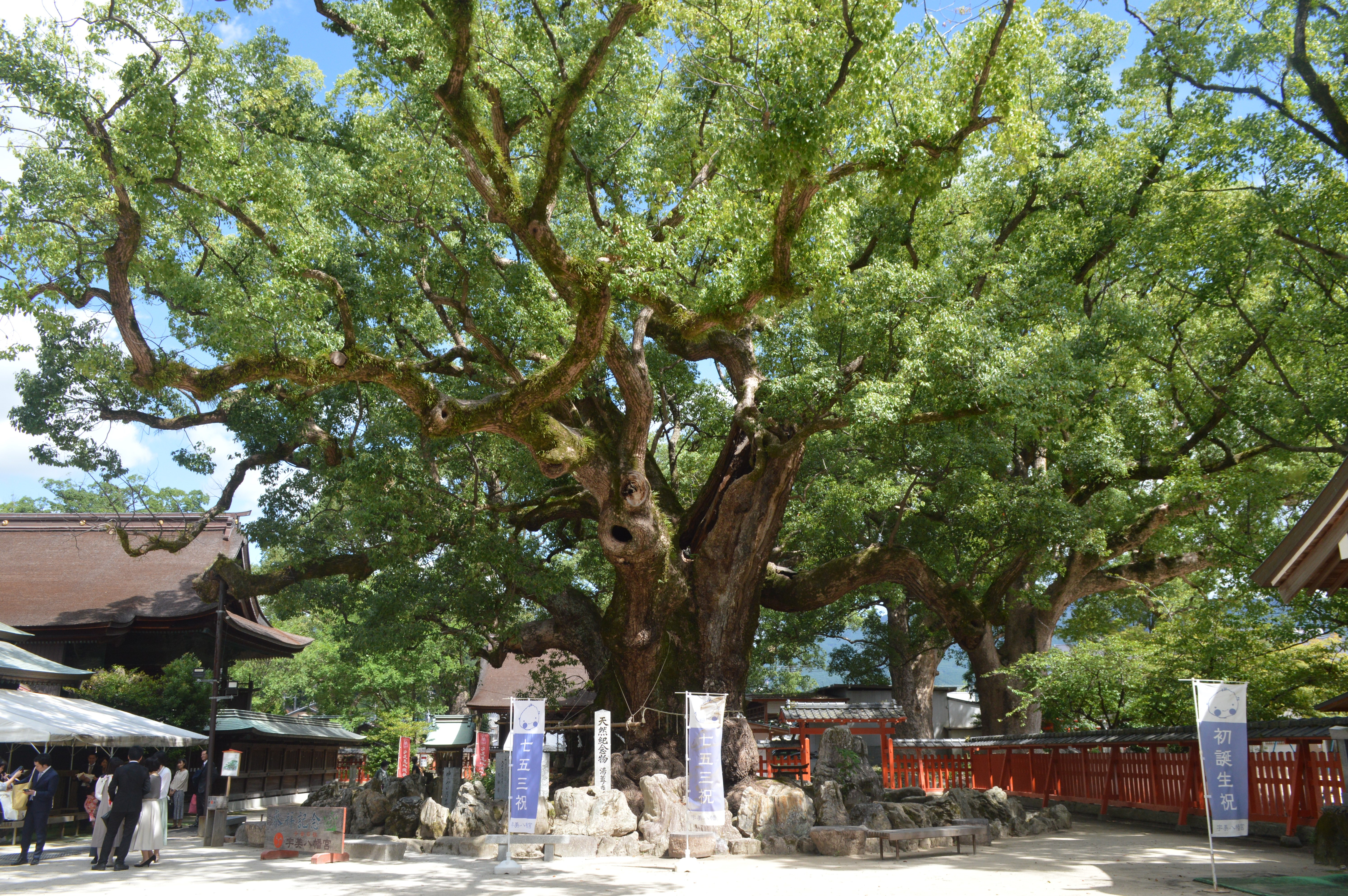
湯蓋の森

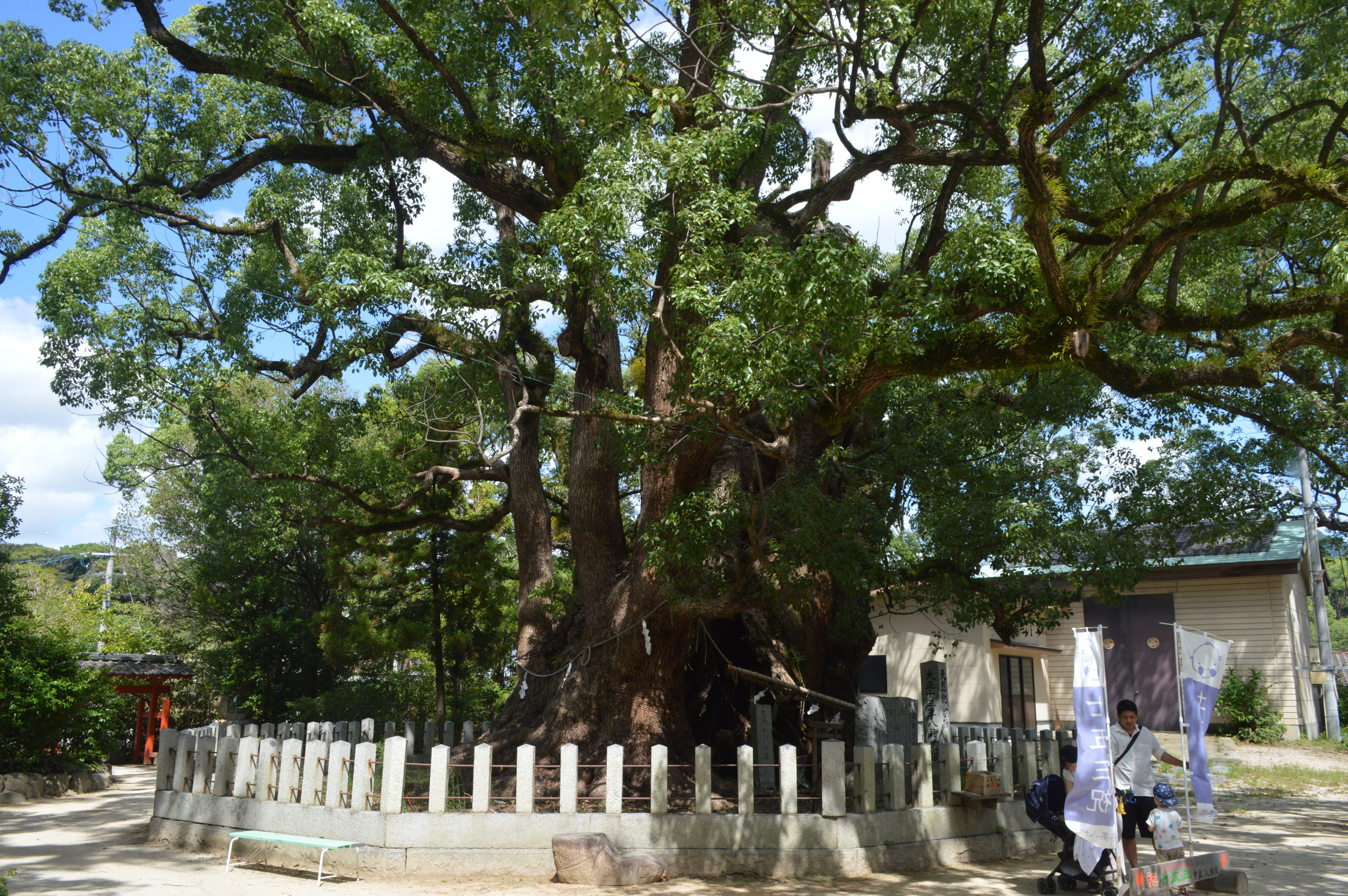
衣掛の森

### 重要文化財
- 筑前国四王寺阯経塚群出土品
  - 第一経塚 - 銅経筒（木製内筒及経軸残片共） 1口、石造如来立像 1躯
  - 第二経塚 - 輪積式銅経筒 1口、牡瓦 2枚
  - 第三経塚 - 銅経筒 1口、瓦筒 1口
  - 第四経塚 - 褐釉経筒 1口、青白磁盒子 1合、山吹双雀鏡 1面、菊花双雀鏡 1面
  - 第五経塚 - 甕 1口、銅経筒（木製据台及経巻残塊共） 1口、銘文元永二年歳次己亥玖月廿四日勧進僧良実
  - 第六経塚 - 褐釉経筒 1口
  - 第七経塚 - 褐釉六耳壺（経軸共） 1口、青白磁小壺 1口
  - 第八経塚 - 輪積式銅経筒 1口
  - 四王寺山出土 - 附 褐釉経筒 2口、附 法華経（一部八巻）2部、附 輪積式銅経筒 1口

### 国指定天然記念物
- 湯蓋の森 - 幹周り1500cm。樹高30m。推定樹齢1000年以上。1922年（大正11年）3月8日指定[2]。
- 衣掛の森 - 幹回り2000cm。樹高20m。推定樹齢2000年。1922年（大正11年）3月8日指定[2]。

### 福岡県有形民俗文化財
- 宇美八幡宮の安産信仰に関する伝説地

### 福岡県民俗資料重要文化財
- 子安の木
- 産湯の水

## 交通アクセス
- JR香椎線宇美駅より徒歩9分（約750m）。
- 九州自動車道太宰府インターチェンジから約6.5km、または須恵スマートインターチェンジから約3㎞。
- 駐車場あり